# Remedello
Remedello (lombardul: Remedèl) település Olaszországban, Lombardia régióban, Brescia megyében. Lakosainak száma 3374 fő (2023. január 1.). Remedello Acquafredda, Fiesse, Gambara, Isorella, Visano, Casalmoro és Asola községekkel határos.

## Népesség
A település lakossága az elmúlt években az alábbi módon változott:

| 2018 | 3 384 |
| 2023 | 3 374 |